# Peter Löw (Autor)
Peter Löw (* 27. Januar 1941 in Mittweida) ist ein deutscher Schriftsteller.

## Leben und Wirken
Peter Löw lernte nach der Schulzeit Fernmeldebaumonteur und arbeitete in diesem Beruf bis 1968. Er veröffentlichte Kurzprosa in der Presse, arbeitete in einem Zirkel Schreibender und war von 1968 bis 1973 sowie von 1976 bis 1977 verantwortlicher Redakteur der Monatszeitschrift „PODIUM“ in Karl-Marx-Stadt. Von 1973 bis 1976 studierte Löw am Literaturinstitut „Johannes R. Becher“ in Leipzig. Er arbeitete von 1977 bis 1990 als Kulturpolitischer Mitarbeiter in Hainichen und wurde nach der Wende als Pressesprecher und persönlicher Referent des Landkreises Hainichen übernommen. Im Jahre 2000 gründete Löw den Lions Verlag Mittweida, der fünf Jahre bestand.
Er ist Vater von drei Kindern und lebt in Mittweida.

## Werke

### Bücher
- 1983: Der schwarze Jäger aus Sachsen. Verlag Neues Leben (Illustrationen von Harri Förster)
- 2001: Krell im Sog der Macht. Lions Verlag Mittweida
- 2005: Der Zug der Blinden. Lions Verlag Mittweida

### Hörspiele
- 1972: Das Duell
- 1973: Lehmann contra Risiko
- 1975: Bilanz im Kneipenkeller
- 1977: Junge Frau, alleinstehend, ein Sohn